# Nézsa
Nézsa is een plaats (község) en gemeente in het Hongaarse comitaat Nógrád. Nézsa telt 1149 inwoners (2001).